# Герб Жидачева
Герб Жидачева — офіційний символ міста Жидачів, адміністративного центру Жидачівського району. Затверджений рішенням сесії Жидачівської міської ради в 1996 році.
Автор проекту — А. Гречило.

## Опис

### Малий герб
Гербовий щит має форму чотирикутника із півколом в основі. На червоному полі щита розміщуються срібна соляна куля, золотий серцеподібний щит, під ними срібне чересло (плуга). За однією із версій ці символи характеризують основні заняття міщан — торгівлю сіллю, землеробство та ремісництво (можливо — зброярство). Щит міг також відображати роль міста як оборонного пункту на шляху ворожих набігів.

### Великий герб
Має такий вигляд: два золоті леви підтримують щит з малим гербом міста, увінчаний срібною міською короною; знизу розташована синьо-жовта стрічка та золотий Тризуб.